# Xenija Leonidowna Malzewa
Xenija Leonidowna Malzewa (russisch Ксения Леонидовна Мальцева, wiss. Transliteration Ksenija Leonidovna Mal'ceva; * 1979) ist eine ehemalige russische Bogenbiathletin.
Xenija Malzewa nahm erfolgreich an zwei Weltmeisterschaften im Bogenbiathlon teil. 2003 gewann sie in Krün hinter Jekaterina Lugowkina und Olga Koslowa Bronze im Sprintrennen und wurde im Massenstartrennen hinter Koslowa und vor Nadia Peyrot Vizeweltmeisterin. Noch erfolgreicher war sie im folgenden Jahr, als die 2003 nicht ausgetragenen Staffel wieder im Programm war. Malzewa gewann hier mit Koslowa und Lugowkina den Titel vor den Italienerinnen, wurde hinter Koslowa und Peyrot Dritte im Sprint, gewann den Titel vor diesen im Verfolgungsrennen und gewann erneut hinter Koslowa und Peyrot Bronze im Massenstartrennen. Zudem wurde sie hinter Koslowa 2004 Zweite der Gesamtwertung des Weltcups und gewann die Gesamtwertungen im Sprint und der Verfolgung.
Kirill Malzew ist ihr jüngerer Bruder.

## Belege
1. ↑  Vovick: Список спортивной сборной команды России на 2009 год. (PDF) www.skiarchery.ru, 31. Mai 2010, archiviert vom Original am 1. Februar 2016; abgerufen am 30. Januar 2017 (russisch).  Info: Der Archivlink wurde automatisch eingesetzt und noch nicht geprüft. Bitte prüfe Original- und Archivlink gemäß Anleitung und entferne dann diesen Hinweis.

| Personendaten    | Personendaten                                            |
| ---------------- | -------------------------------------------------------- |
| NAME             | Malzewa, Xenija Leonidowna                               |
| ALTERNATIVNAMEN  | Мальцева, Ксения Леонидовна (russisch); Maltseva, Ksenia |
| KURZBESCHREIBUNG | russische Bogenbiathletin                                |
| GEBURTSDATUM     | 1979                                                     |